# Loch Iorsa

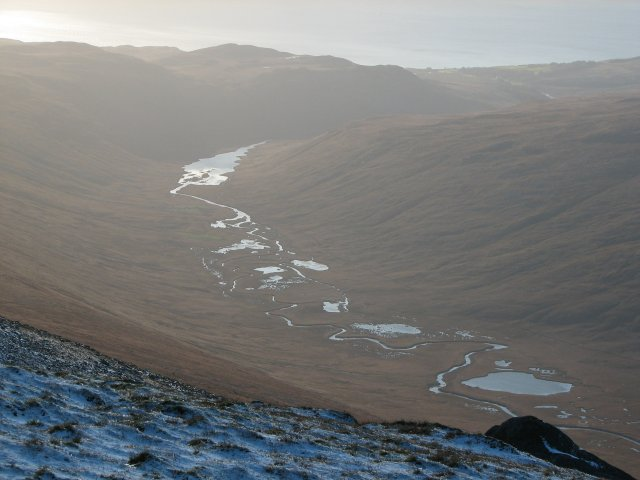
Iorsa Water mit Loch Iorsa

Loch Iorsa ist ein See auf der schottischen Insel Arran. Er liegt inmitten des Tals Glen Iorsa etwa 3,5 km von der Westküste der Insel entfernt. Loch Iorsa ist der größte See in Glen Iorsa und wird von dem Fluss Iorsa Water durchflossen, der zehn Kilometer nordöstlich aus dem Loch na Davie abfließt und etwa 3,5 km flussabwärts in den Kilbrannan-Sund mündet. Er ist etwa 700 m lang, maximal etwa 100 m breit und erstreckt sich in westsüdwestlicher Richtung.
Iorsa Water und insbesondere Loch Iorsa eignen sich zum Lachs- und Forellenangeln. Am Abfluss ist ein Fischwehr installiert. Entlang Loch Iorsa führen verschiedene Wanderrouten mit unterschiedlichen Schwierigkeitsgraden.